# Pszacsa
Pszacsa (macedónul: Псача) település Észak-Macedóniában, a Északkeleti körzetben, Rankovce községben.

## Népesség
| Lakosok száma | 1305 | 1385 | 1253 | 902  | 692  | 557  | 538  | 539  | 438  |
|               | 1948 | 1953 | 1961 | 1971 | 1981 | 1991 | 1994 | 2002 | 2021 |

- 2002-ben 539 lakosa volt, akik közül 538 macedón és 1 egyéb.